# Abderrazak El Mnasfi
Abderrazak El Mnasfi (né le 5 mars 1982 à Kénitra) est un footballeur international marocain, évoluant actuellement au poste d'attaquant au sein du club du Wydad de Casablanca.

## Biographie
Formé au KAC de Kénitra, Abderrazak El Mnasfi conduit son club au titre de champion du Maroc juniors en 2002. Après ce titre de champion du Maroc Juniors, El Mnasfi joue une saison à titre de prêt avec la Renaissance de Berkane et rate l’accession d’un cheveu avant de retourner au bercail une année plus tard. Après trois saisons passées au sein de l'équipe première du KAC, il est transféré durant l'été 2006 au Moghreb de Tétouan. À l'époque, le KAC de Kénitra réalise là son plus grand transfert de l'histoire (750 000 DH) après le départ de son ancien attaquant vedette.
En décembre 2007, il est transféré au FAR de Rabat en provenance du Moghreb de Tétouan pour la somme de 1,5 million DH. Durant cette même saison, il termine meilleur buteur du championnat avec 13 réalisations.
Son contrat avec les FAR se termine le 31 décembre 2010. Libre de tout contrat, il choisit de signer au Moghreb de Tétouan pour une durée d'un an et demi.
En Juillet 2012 Abderrazak El Mnasfi signe un contrat de 2 ans en faveur du finaliste de la Ligue des champions de la CAF, le Wydad de Casablanca.

## Sélections en équipe nationale
1. 23/06/2012 Bahrain - Maroc Jeddah 0 - 4 Coupe Arabes
2. 26/06/2012 Libye - Maroc Jeddah 0 - 0 Coupe Arabes
3. 29/06/2012 Yemen - Maroc Jeddah 0 - 4 Coupe Arabes
4. 03/07/2012 Irak - Maroc Jeddah 1 - 2 ½ Finale Coupe Arabes
5. 06/07/2012 Libye - Maroc Jeddah 1 - 1 (1 - 3) Finale Coupe Arabes

## Carrière
- 2000 - 2002 :  KAC de Kénitra
- 2002 - 2003 :  Renaissance Berkane
- 2003 - 2006 :  KAC de Kénitra
- 2006 - 2007 :  Moghreb de Tétouan
- 2007 - 2010 :  FAR de Rabat
- 2010 - 2012 :  Moghreb de Tétouan
- Depuis 2012 :  Wydad de Casablanca[1]

## Palmarès
- Champion du Maroc en 2008 avec les FAR de Rabat et en 2012 avec le Moghreb de Tétouan
- Vainqueur de la Coupe arabe des nations en 2012 avec l'équipe du Maroc

## Distinctions personnelles
- 2008 : Meilleur buteur du championnat du Maroc avec 13 buts